# Major non-Nato ally
Major non-NATO ally (MNNA) avser en status för icke-Nato-medlemmar som kan erhållas i enlighet med amerikansk lagstiftning. Syftet är att erkänna ett nära samarbete mellan främmande makt och USA. Statusen gör det möjligt att delta i handel med amerikanskt försvarsmateriel och till samarbete inom försvarsområdet.

Nato (blå) och MNNA (gula) (mars 2024)

## Erhållen status
Följande länder har MNNA status:
| Land som har blivit MNNA | År          | President      |
| ------------------------ | ----------- | -------------- |
| Australien               | 1987        | Ronald Reagan  |
| Egypten                  | 1987        | Ronald Reagan  |
| Israel                   | 1987        | Ronald Reagan  |
| Japan                    | 1987        | Ronald Reagan  |
| Sydkorea                 | 1987        | Ronald Reagan  |
| Jordanien                | 1996        | Bill Clinton   |
| Nya Zeeland              | 1997        | Bill Clinton   |
| Argentina                | 1998        | Bill Clinton   |
| Bahrain                  | 2002        | George W. Bush |
| Filippinerna             | 2003        | George W. Bush |
| Thailand                 | 2003        | George W. Bush |
| Taiwan (de facto)        | 2003        | George W. Bush |
| Kuwait                   | 2004        | George W. Bush |
| Marocko                  | 2004        | George W. Bush |
| Pakistan                 | 2004        | George W. Bush |
| Afghanistan              | 2012 - 2022 | Barack Obama   |
| Tunisien                 | 2015        | Barack Obama   |
| Brasilien                | 2019        | Donald Trump   |
| Qatar                    | 2022        | Joe Biden      |
| Colombia                 | 2022        | Joe Biden      |

### Finlands och Sverige tidigare ambitioner att blimajor non-Nato-ally
Dagens Nyheter publicerade den 5 mars 2022 en artikel som hävdade att Finland och Sverige sökte status som MNNA. Enligt den finländska kvällstidningen Iltalehti, som Dagens Nyheter hänvisade till, har dock de båda statsministrarna undvikit att svara på frågan om just statusen, men bekräftat att samarbetet med USA planeras att intensifieras. Spekulationerna har dock fortsatt i media.
Såväl Sverige som Finland ansökte om medlemskap i Nato under 2022, i samband med Rysslands invasion av Ukraina. I april 2023 inträdde Finland som Natomedlem och i mars 2024 inträdde även Sverige i alliansen, varvid status som major non-Nato-ally inte längre behövs.

## Innebörd
Statusen innebär att landet kvalificerar sig för följande (fri översättning):
- lån av materiel, förnödenheter eller utrustning för kooperativ forskning, utveckling, testning eller utvärderingsändamål.
- som plats för USA-ägda krigsreserver som ska placeras på dess territorium utanför amerikanska militäranläggningar.
- ingå avtal med USA för tillhandahållande av utbildning på bilateral eller multilateral basis, om de finansiella arrangemangen är ömsesidiga och ger ersättning för alla USA:s direkta kostnader.
- i största möjliga utsträckning, för prioriterad leverans av överflödig försvarsmaterial.
- att köpa ammunition med utarmat uran.[1]

Statusen innebär också: (fri översättning):
- Att landet är berättigat att ingå ett MOU eller annat formellt avtal med USA:s försvarsdepartement i syfte att genomföra forsknings- och utvecklingsprojekt i samarbete om försvarsutrustning och ammunition.
- Att företag i en MNNA, liksom med Nato-länder, är tillåtet att lägga bud på kontrakt för underhåll, reparation eller översyn av utrustning från det amerikanska försvarsdepartementet utanför USA.
- Tillåter finansiering för att anskaffa anordningar för upptäckt av sprängämnen och andra forsknings- och utvecklingsprojekt mot terrorism under överinseende av utrikesdepartementets arbetsgrupp för teknisk support.[1]